# نشریه شیمی کانادا
نشریه شیمی کانادا (انگلیسی: Canadian Journal of Chemistry) نشریه‌ای علمی با داوری همتا است که توسط NRC Research Press از سال ۱۹۵۱ تاکنون منتشر می‌شود.